# 意大利国王级铁甲舰
意大利国王级铁甲舰（義大利語：Classe Re d'Italia）是19世纪60年代为意大利皇家海军建造的一批铁甲舰。本舰级包括两艘舰只，“意大利国王”号和“葡萄牙国王”号。本级两艘舰都是在美国建造的，以法国铁甲舰“光荣”号为蓝本，都装备有38门炮构成的炮组，并以120（4.7英寸）厚熟铁装甲包覆防护。
在1866年7月20日利萨海战前，“意大利国王”号一直是意大利舰队的旗舰。然而就在海战爆发前不久，意大利舰队指挥官卡洛·佩利翁·德·佩尔萨诺海军上将撤掉了该舰的舰队旗舰职务，并匆忙转移到另一艘舰艇上。在随后的混战中，“意大利国王”号被撞沉，“葡萄牙国王”号也遭到撞击，但没有受到严重损伤，因此幸免于难。“葡萄牙国王”号一直服役到1871年后被改装成为一艘训练船。然而这一状况并没有持续多久，因用于建造舰体的生材已经严重腐化，所以该舰在1875年被拆解出售。

## 设计
1861年意大利统一之后，新成立的意大利皇家海军开始了一项造舰计划，准备打造一支能够击败奥地利海军的铁甲舰队。因奥地利控制着包括威尼斯在内的大量意大利人聚居区，而被意大利视作主要的竞争对手。新生的意大利造船厂没有能力满足政府的需求，因此意大利第一批铁甲舰大多是由国外造船商建造的。1861年，时任意大利海军部长费德里科·路易吉將軍授意下从威廉·H·韦伯拥有的美国造船厂订购了两艘意大利国王级铁甲舰。该舰级设计主要基于当时法国的“光荣”号铁甲舰，然而却没有达到意大利方面的预期。

### 常规特性和轮机
意大利国王级的舰体垂标间距为83.82（275英尺），全长99.61米（326英尺10英寸），舷宽16.76米（55英尺）。通常负载情况下，两舰的排水量为5,610長噸（5,700公噸），满载情况下“意大利国王”号达到5,610長噸（5,700公噸），而“葡萄牙国王”号则到了6,082長噸（6,180公噸）。满载情况下“意大利国王”号吃水6.17米（20英尺3英寸），“葡萄牙国王”号吃水为7.18米（23英尺7英寸）。两舰的舰体都是用未经过干燥处理的生材进行建造，且没有装设水密隔舱。“意大利国王”号设计配备565名舰员，而“葡萄牙国王”号则配备552名。
本舰级的推进系统由一台单胀船用蒸汽机驱动一具单螺旋桨，蒸汽由四个燃煤的矩形火管锅炉提供，锅炉废气集中从一根烟囱中排出。在使用引擎驱动时，两舰输出功率在1,812至1,845匹指示馬力（1,351至1,376千瓦特），提供时速10.6至10.8節（19.6至20.0每小時；12.2至12.4英里每小時）。两舰都是以单舵操控，舰体机动性很一般。为了进行长途航行，两舰装备了三根桅杆的巴克帆装，总帆面积21,317平方英尺（1,980.4平方）。

### 武器和装甲
意大利国王级是船旁列炮铁甲舰，其中“意大利国王”号装备有6门72磅203（8英寸）炮和32门164（6.5英寸）來福線前膛砲，而“葡萄牙国王”号装备有2门254（10英寸）炮和26门164毫米炮。本级舰的舰首安装了一个马刺形的撞角。1870年，“葡萄牙国王”号重新装备了6门203毫米和12门164毫米炮，保留了2门10毫米炮。翌年，该舰被改装为拥有20门203毫米炮、2门120（4.7英寸）和8门80（3.1英寸）炮兵训练舰。舰体吃水线以上位置以120毫米厚的熟铁装甲包覆，然而方向舵和螺旋桨却没有装甲保护。

## 舰只
| 舰名                | 建造者      | 开建           | 下水          | 完工          |
| ------------------- | ----------- | -------------- | ------------- | ------------- |
| “意大利国王”号 （） | 威廉·H·韦伯 | 1861年11月21日 | 1863年4月18日 | 1864年9月14日 |
| “葡萄牙国王”号 （） | 威廉·H·韦伯 | 1861年12月     | 1863年8月29日 | 1864年8月23日 |

## 服役历史

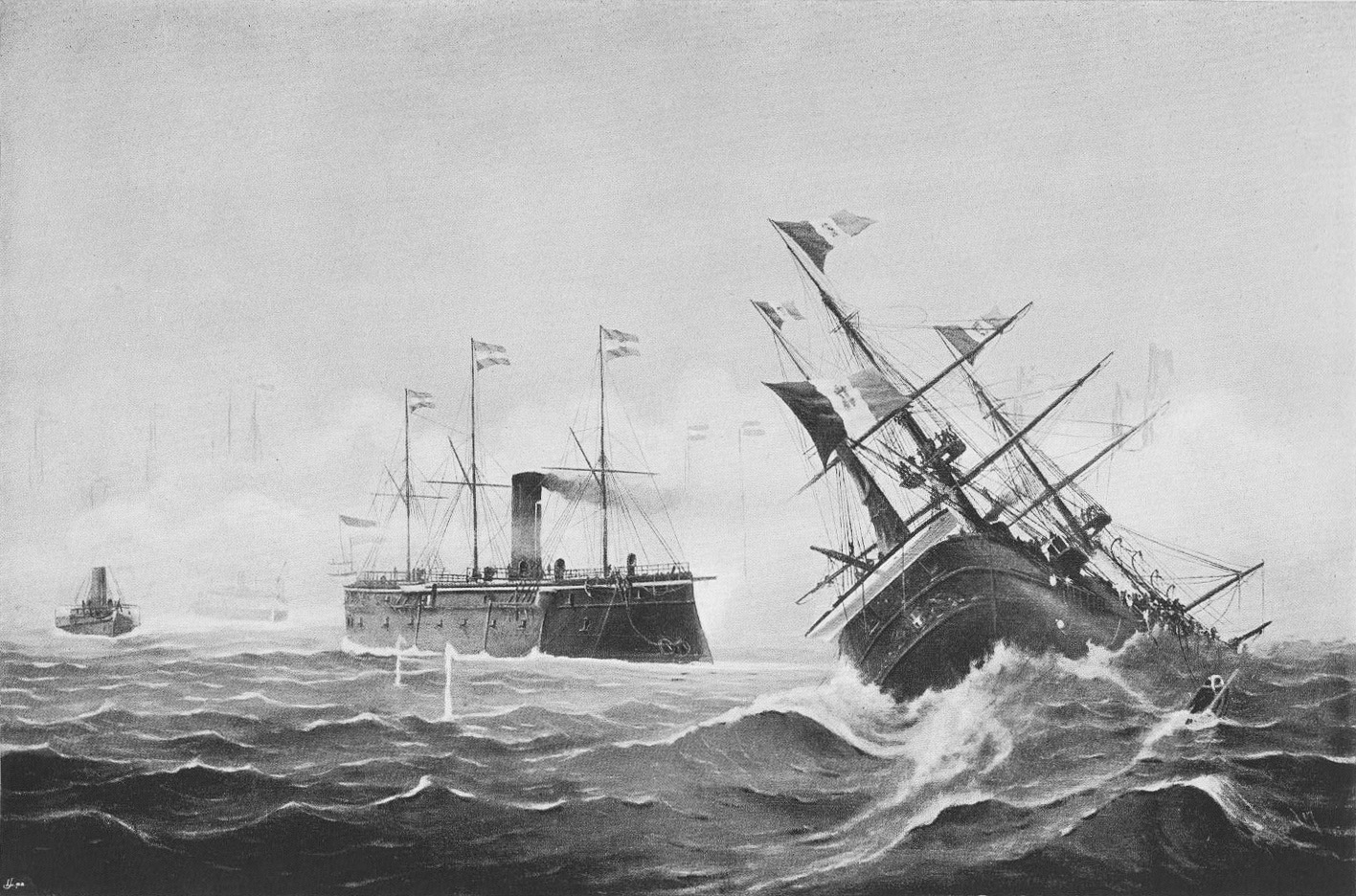
被“费迪南·马克斯大公”号撞击后，开始倾斜的“意大利国王”号

1866年中期，第三次意大利独立战争开始时，这两艘意大利国王级铁甲舰组成了意大利铁甲舰队的核心。“意大利国王”号和“葡萄牙国王”号分别被编入第二和第三总队，前者也是卡洛·佩利翁·德·佩尔萨诺海军上将麾下舰队的旗舰。战争最终于1866年6月爆发，与普鲁士结盟的意大利试图利用普奥战争夺取由奥地利控制的威尼斯。
在最初的港口对峙后，佩尔萨诺率领的意大利舰队于7月中旬对利萨岛发动了攻击，奥地利海军指挥官威廉·冯·特格特霍夫出动进行反击，最终于7月20日爆发了利萨海战。在行动开始前不久，佩尔萨诺离开了他的旗舰“意大利国王”号，转移到“铅锤”号，然而在其他舰上的指挥官都不知道这一变化，使得意大利舰队失去了有效的领导。之后，意大利舰队的舰只开始各自作战。在随后的混战中，“意大利国王”号被奥地利舰队旗舰“费迪南·马克斯大公”号撞沉并造成了重大的人员伤亡。“葡萄牙国王”号也被“皇帝”号木质风帆战列舰撞击，但仅受轻伤。
“葡萄牙国王”号在战斗后被修复，并于1870年重新进行了改装并在次年成为一艘炮兵训练舰。1875年意大利海军发现建造舰体所用的生材已经开始严重腐烂。此外，海军方面也试图在新建卡约·杜里奥级和意大利级时尽量减少财务方面的影响。因此海军将该舰报废出售。

## 脚注

### 引文
1. 1 2 3 4  张恩东 (2018)，第233頁.
2. 1 2  刘萌 (2020)，第105頁.
3. ↑  毛红梅 (2020)，第598頁.
4. 1 2  朱鸿飞 (2016)，第58頁.
5. ↑  上海市科技翻译学会 (1995)，第424頁.
6. ↑  Fraccaroli (1979)，第335頁.
7. 1 2 3 4  Ordovini, Petronio & Sullivan (2014)，第338頁.
8. 1 2 3 4 5 6 7 8 9 10  Fraccaroli (1979)，第338頁.
9. 1 2  Silverstone (1984)，第282頁.
10. ↑  陈民扬 (1996)，第637頁.
11. ↑  全国科学技术名词审定委员会 (2019)，第240頁.
12. ↑  李昊 (2019)，第110-111頁.
13. ↑  陈悦 (2015)，第234頁.
14. ↑  李昊 (2020)，第15頁.
15. ↑  鄺智文 & 蔡耀倫 (2018)，第39頁.
16. ↑  Wilson (1896)，第219頁.
17. ↑  Sondhaus (1994)，第1頁.
18. ↑  布鲁斯·泰勒 (2021)，第265頁.
19. ↑  张恩东 (2018)，第237頁.
20. ↑  Wilson (1896)，第223–225, 231–233頁.
21. ↑  张恩东 (2018)，第254頁.
22. ↑  张黎源 (2020)，第165頁.
23. ↑  郭威 (2007)，第245頁.
24. ↑  Wilson (1896)，第220–242頁.
25. ↑  Greene & Massignani (1998)，第232–233頁.
26. ↑  郭威 (2007)，第122頁.
27. ↑  西风 (2019)，第226頁.
28. ↑  郭威 (2007)，第204頁.
29. ↑  Wilson (1896)，第238–239頁.
30. ↑  张恩东 (2018)，第239頁.
31. ↑  张恩东 (2018)，第241頁.
32. ↑  Sondhaus (1994)，第50–51頁.